# Robert Bryndza
Robert Bryndza (Lowestoft, 15 gennaio 1979) è uno scrittore, attore teatrale e commediografo britannico.
Il suo thriller d'esordio,La donna di ghiaccio, ha in pochi mesi scalato le classifiche ed è stato tradotto in 30 lingue. Tutti i suoi romanzi sono bestseller internazionali e contano più di 4 milioni di copie vendute in tutto il mondo. 
La Newton Compton ha pubblicato i thriller che hanno per protagonista Erika Foster (La donna di ghiaccio, La vittima perfetta, La ragazza nell'acqua, Ultimo respiro, A sangue freddo) e la serie con Kate Marshall (I cinque cadaveri e La casa nella nebbia).

## Biografia
Bryndza, attore diplomato alla Guilford School of Acting di Londra, è inglese ma vive in Slovacchia con suo marito Jan, truccatore conosciuto a Los Angeles. I suoi romanzi polizieschi vedono come protagonista la detective Erika Foster. Nel 2019 è stato pubblicato "I cinque cadaveri", sempre da Newton Compton, che nonostante alcune indicazioni equivoche sulla quarta di copertina, in realtà è costruito intorno alla ex poliziotta Kate Marshall.

## Opere

### Serie su Erika Foster
1. La donna di ghiaccio (The girl in the ice, 2016), Newton Compton Editori, 2017, ISBN 978-88-227-0440-5.
2. La vittima perfetta (The Night Stalker, 2016), Newton Compton Editori, 2018, ISBN 978-88-227-1807-5.
3. La ragazza nell’acqua (Dark Water, 2016), Newton Compton Editori, 2019, ISBN 978-88-227-2572-1.
4. Ultimo respiro (Last Breath, 2017), Newton Compton Editori, 2020, ISBN 978-88-227-4696-2.
5. Sangue Freddo (Cold Blood, 2017), Newton Compton Editori, 2021, ISBN 978-88-227-5808-8.
6. Indizi mortali (Deadly Secrets, 2018), Newton Compton Editori, 2023, ISBN 978-88-227-7487-3.
7. Testimonianza fatale (Fatal witness, 2024), Newton Compton Editori, 2025, ISBN 978-88-227-9181-8.
8. Lethal Vengeance
9. Chasing Shadows

### Serie su Kate Marshall
1. I cinque cadaveri (Nine Elms, 2019), Newton Compton Editori, 2019, ISBN 978-88-227-3860-8
2. La casa nella nebbia (Shadow Sands, 2019), Newton Compton Editori, 2021, ISBN 978-88-227-4646-7
3. La verità sul caso Joanna Duncan (Darkness Falls, 2020), Newton Compton Editori, 2022, ISBN 978-88-227-6575-8
4. La mano del diavolo (Devil's Way, 2023), Newton Compton Editori, 2024,
5. La vittima mancante (The Lost Victim, 2024), Newton Compton Editori, 2025,